# غرناطة (نيكاراغوا)
غرناطة هي مدينة تقع في إدارة غرناطة في غرب نيكاراغوا، يلبغ عدد سكانها حوالي 104،980 نسمة. سميت بذلك الاسم من قبل فرانسيسكو هرنانديز دي كوردوبا.